# MVP (команда)
MVP (или MVP Team) — бывшая корейская киберспортивная команда по StarCraft II, основанная в 2010 году. Чемпионы первого сезона Global StarCraft II Team League 2011 года. Также имела составы по Heroes of the Storm, Dota 2, League of Legends и Counter-Strike: Global Offensive; составы по League of Legends в дальнейшем были проданы компании Samsung и заложили команду Samsung Galaxy. Состав по StarCraft II был расформирован в 2016 году, после закрытия StarCraft II Proleague, а последний состав по Dota 2 был закрыт в 2017 году.

## История

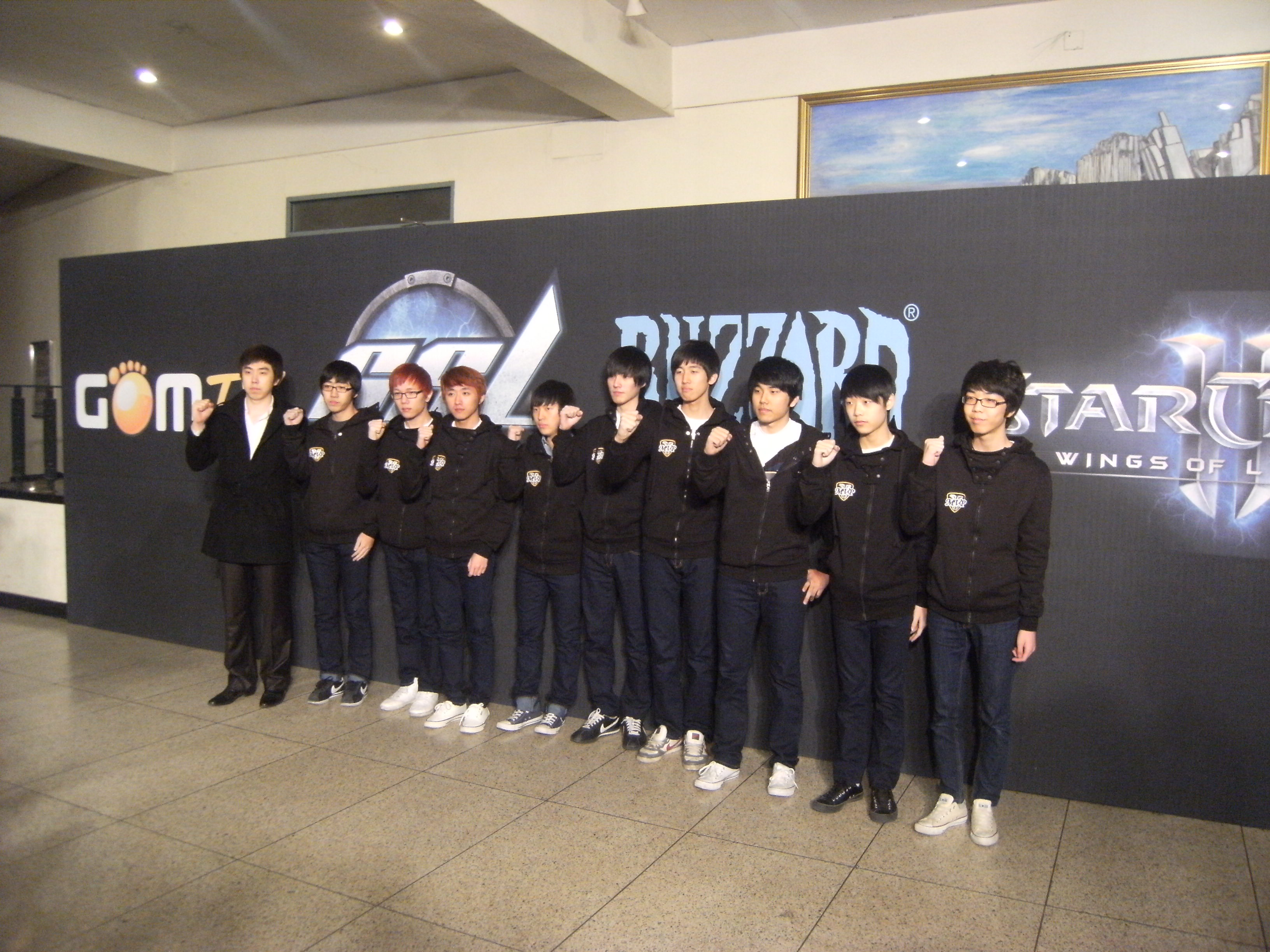
Состав MVP в 2011 году: KeePing, Sniper, GuineaPig, TAiLS, Vampire, duckdeok, Monster, KeeN, Dream и Noblesse

Команда была основана в октябре 2010 года членами MVP Clan. У команды не было ресурсов на покупку именитых киберспортсменов, однако она всё равно была значимой силой на командных турнирах по StarCraft II, в основном благодаря тренеру Чхве Юн Сану. Он, в частности, настоял на добавление в команду Пак «DongRaeGu» Су Хо, занимавшего очень высокие позиции в рейтинговом режиме StarCraft II. DongRaeGu ранее отказался от предложения SlayerS и дважды отказывался от вступления в MVP, желая сосредоточиться на учёбе, пока Чхве не пообещал ему, что он оплатит учёбу Пака, если тот не добьётся успехов в StarCraft. В дальнейшим DongRaeGu стал одним из самых ценных игроков для MVP, а также добился больших успехов на одиночных турнирах. Среди прочего, он получил первое место на LG Cinema 3D Special League, DreamHack Valencia Invitational, Arena of Legends: The King of Kongs, FXOpen Invitational Series 5, 2012 MLG Spring Arena 1, IEM Season VI GC New York, 2012 Global StarCraft II League Season 1 и MLG Spring Championship 2012.
В 2011 году MVP выиграли Global StarCraft II Team League Season 1 и стали вторыми на Global StarCraft II Team League May. В 2012 году члены команды добыли золото на KSL Opening Ceremonies и Asia StarCraft II Invitational Tournament. В 2013 году команда отделилась от eSports Federation и подписали контракт с KeSPA, дающий им право выступать в StarCraft II Proleague.
Со временем команда открыла составы по Heroes of the Storm, Dota 2, League of Legends и Counter-Strike: Global Offensive. В 2013 году часть составов MVP, в том числе состав по League of Legends, были проданы компании Samsung и вошли в состав команды Samsung Galaxy. Состав команды по StarCraft II был расформирован 3 декабря 2016 года, после закрытия Proleague, после чего Чхве перешёл в Afreeca Freecs. Состав команды на момент роспуска: Ким «Forte» Ки Юн, Хан «Blaze» Дже Вон, Ким «NaTuRal» Гак Хён, Пак «Pet» Нам Куе и Кох «GuMiho» Бён Джэ. В январе 2017 года был закрыт MVP Phoenix — состав MVP по Dota 2

## Состав
Ключевые игроки:
- Пак «DongRaeGu» Су Хо
- Хван «KeeN» Кё Сок
- Чо «Dream» Джун Хёк
- Чае «Noblesse» До Джун
- Так «Monster» Хён Сын
- Син «Killer» Сан Хо

## Достижения
- 2011 Global StarCraft II Team League May (2 место)[1]
- 2011 Global StarCraft II Team League Season 1 (1 место)[1]
- 2012 KSL Opening Ceremonies (1 место)[1]
- 2012 Asia StarCraft II Invitational Tournament (1 место)[1]